# Halowe Mistrzostwa Świata w Lekkoatletyce 1991 – sztafeta 4 × 400 m mężczyzn
Sztafeta 4 × 400 m mężczyzn – jedna z konkurencji rozgrywanych podczas halowych mistrzostw świata w lekkoatletyce w 1991. Eliminacje odbyły się 8 marca, a finał został rozegrany 10 marca.
Udział w tej konkurencji brały ekipy reprezentujące 8 państw. Zawody te wygrała ekipa z Niemiec (w składzie: Rico Lieder, Jens Carlowitz, Karsten Just, Thomas Schönlebe), drugą pozycję zajęli zawodnicy ze Stanów Zjednoczonych (w składzie: Raymond Pierre, Charles Jenkins, Andrew Valmon, Antonio McKay, Clifton Campbell, Willie Smith), trzecią zaś reprezentanci Włoch (w składzie: Marco Vaccari, Vito Petrella, Alessandro Aimar, Andrea Nuti).

## Wyniki

### Eliminacje
Źródło: 
Bieg 1
| Miejsce | Zawodnicy                                                                     | Państwo           | Wynik   | Uwagi |
| ------- | ----------------------------------------------------------------------------- | ----------------- | ------- | ----- |
| 1.      | Clifton Campbell Willie Smith Andrew Valmon Antonio McKay                     | Stany Zjednoczone | 3:05,53 | CR    |
| 2.      | Marco Vaccari Vito Petrella Alessandro Aimar Andrea Nuti                      | Włochy            | 3:07,55 | NR    |
| 3.      | Wiaczesław Koczeriagin Dmitrij Gołowastow Władimir Prosin Walerij Starodubcew | ZSRR              | 3:08,05 |       |
| 4.      | José Antonio Gay José Alonso Luis Cumellas Miguel Cuesta                      | Hiszpania         | 3:10,92 |       |

Bieg 2
| Miejsce | Zawodnicy                                                | Państwo           | Wynik   | Uwagi |
| ------- | -------------------------------------------------------- | ----------------- | ------- | ----- |
| 1.      | Rico Lieder Jens Carlowitz Karsten Just Thomas Schönlebe | Niemcy            | 3:07,39 |       |
| 2.      | Devon Morris Evon Clarke Anthony Price Howard Burnett    | Jamajka           | 3:09,02 | NR    |
| 3.      | Paul Greene Mark Garner Rohan Robinson Steve Perry       | Australia         | 3:09,30 | AR    |
| –       | Neil de Silva Dazel Jules Alvin Daniel Ian Morris        | Trynidad i Tobago | DSQ     |       |

### Finał
Źródło: 
| Miejsce | Zawodnicy                                                                     | Państwo           | Wynik   | Uwagi |
| ------- | ----------------------------------------------------------------------------- | ----------------- | ------- | ----- |
| 01 !    | Rico Lieder Jens Carlowitz Karsten Just Thomas Schönlebe                      | Niemcy            | 3:03,05 | WR    |
| 02 !    | Raymond Pierre Charles Jenkins Andrew Valmon Antonio McKay                    | Stany Zjednoczone | 3:03,24 | AR    |
| 03 !    | Marco Vaccari Vito Petrella Alessandro Aimar Andrea Nuti                      | Włochy            | 3:05,51 | NR    |
| 4.      | Paul Greene Mark Garner Rohan Robinson Steve Perry                            | Australia         | 3:08,49 | AR    |
| 5.      | Wiaczesław Koczeriagin Dmitrij Gołowastow Władimir Prosin Walerij Starodubcew | ZSRR              | 3:09,20 |       |
| 6.      | Devon Morris Lay Lynval Evon Clarke Howard Burnett                            | Jamajka           | 3:10,33 |       |